# أوستين آدامز (لاعب كرة قاعدة أمريكي)
أوستين آدامز (بالإنجليزية: Austin Adams)‏ هو لاعب كرة قاعدة أمريكي، ولد في 5 مايو 1991 في تامبا في الولايات المتحدة.

## وصلات خارجية
- أوستين آدامز على موقع دوري كرة القاعدة الرئيسي (الإنجليزية)
- أوستين آدامز على موقعبيزبول رفرنس.كوم (الدوري الرئيسي) (الإنجليزية)
- أوستين آدامز على موقعبيزبول رفرنس.كوم (الدوري الثانوي) (الإنجليزية)
- أوستين آدامز على موقع إي إس بي إن.كوم (أم.أل.بي) (الإنجليزية)
- أوستين آدامز على موقع مشجعي الرسوم البيانية (الإنجليزية)